# 러프 (만화)
《러프》(영어: ROUGH)는 아다치 미쓰루에 의한 일본의 소년 만화이자, 이 작품을 원작으로 한 2006년의 영화이다.

## 개요
1987년 17호부터 1989년 40호까지 주간 소년 선데이(쇼가쿠칸)에서 연재되었다. 일본에서는 코믹스로 12권, 와이드판은 6권, 문고판은 7권, My First WIDE판으로는 4권으로 간행되었다. 대한민국에는 전 12권으로 간행되었다. 작품에 등장하는 수영장이나 다이빙대 따위는 취재 대상인 사이타마사카에 고등학교에 있는 것을 참고하였다. 또한, 주인공들이 입주한 기숙사의 모델은 후쿠오카 대학 부속 오오호리 중학교의 마이즈루시 기숙사이다. 학교의 풍경 묘사에 사용되는 학교는 도쿄 도립 쇼우 상업 고등학교이다. 아다치 미츠루의 팬 사이에서는 평이 좋아, 걸작으로 평가되고 있다.
2006년 8월 26일에는, 나가사와 마사미와 하야미 모코미치의 공동 출연으로 실사 영화 《러프 ROUGH》가 도호 배급으로 개봉되었다. 대한민국에서도 같은 해 11월에 개봉될 예정이었으나 개봉이 무산되었다.

## 줄거리
부모님이 전통과자집을 하고 있는 야마토 케이스께와 니노미야 아미. 두 전통과자집은 라이벌기도 해서 처음에는 두 사람의 사이가 나빴는데, 여러 가지 일을 겪고 주위 사람들과 함께 지내는 동안 사이가 점점 좋아진다. 여기에 아미가 오빠라 부르며 연모하는 나까니시 히로끼까지 해서 케이스케, 아미, 히로끼의 삼각관계가 펼쳐지는 청춘 수영 만화이다.

## 등장 인물
- 야마토 케이스케(大和 圭介)

주인공. 전통과잣집 아들. 사립 에이센 고등학교 수영부. 친가에서는 과자 가게를 운영중이다. 중학교 시절 100미터 자유형에서 3년 연속 전국 3위를 했지만, 계속되는 3위의 결과에 자신의 한계를 느끼고 고등학교때부터는 평영으로 전향하고 한다. 하지만 감독에 의해 세키에게 수영을 가르쳐주면서 수영의 기초를 다시 다지는 계기가 된다. 이후 세리자와와 나카니시와의 라이벌 관계 등을 통해 자유형 선수 로서도 인간으로서도 성장한다.
- 니노미야 아미(二ノ宮 亜美)

사립 에이센 고등학교 수영부 다이빙 선수. 야마토 가(家)와 앙숙관계인 일본 전통 과자 가게의 딸이다. 타인의 장점을 찾아내는 게 특기이다. 중학교때 체조부에서 다이빙으로 전향했다. 어린 시절부터 고등학교 입학후 잠시동안 케이스케를 원망하고 있었다. 3월 4일생.
- 나카니시 히로키(仲西 弘樹)

자유형 100·200미터 일본 기록 보유자의 대학생. 나카니시 집안의 셋째 아들. (처음에는 외아들이라는 설정이었다) 니노미야 아미가 오빠라고 부르며 연모하는, 정혼자 같은 소꿉친구이다. 케이스케의 고교 대항 경기에서 귀가 도중에 운전하고 있던 차에 아이가 뛰어 들어 피하던 도중 사고를 당하고 선수 생활에 위기를 맞이하지만 기적을 이뤄내 일본 신기록을 달성한다.
- 코야나기 카오리(小柳 かおり)

미스기 가쿠엔 수영부 다이빙 선수. 고교 대항 경기 2위. 세리자와 유지의 연인이다. 예전에 (소년 체형이었던) 자신의 알몸을 본 이후 남자로 오해하던 케이스케에 대해 원한을 가지고 있다. 처음에는 니노미야를 케이스케의 연인으로 오해하고 니노미야에 대해 라이벌 의식을 불태우지만, 무언가 갑자기 매달리는 불쾌한 캐릭터였다. 케이스케의 사람됨을 알아가는 동시에 점차 케이스케에 매료되어 간다.
- 세키 카즈아키(関 和明)

사립 에이센 고등학교 수영부 수영 선수. 처음에는 인기가 있다는 이유로 농구 부에 들어가고 싶었지만, 니노미야에게 반해, 수영을 하기로 하고 수영부에 들어왔다. 그 때, 후루야 선생님은 매우 엄격한 체력 테스트를 부과했지만, 단 한번에 합격 할 정도로 신체 능력은 높다.
- 기타노 교타로(北野 京太郎)

사립 에이센 고등학교 수영부 수영 선수. 종목은 플라이(접영). 체구가 큰 것에 비해 비교적 온화한 성격으로 성적은 매우 우수하다. 1학년 2학기 기말 시험에서 전교 1위. 마라톤도 오가타에 이어 학교 2위를 차지했다.
- 오가타 타케시(緒方 剛)

사립 에이센 고등학교 야구부의 4번 타자. 니노미야와는 같은 중학교 출신이다. 중학생 시절부터 니노미야에게 호감을 갖고 있어 니노미야에게 데이트를 신청한 남자들을 가만히 두지 않는다. 원래는 투수였지만 부상으로 삼루수로 전향한 과거가 있다. 학내 마라톤 대회에서는 육상부 선배를 제치고 1위를 차지했다. 고등학교 2학년 여름에는 현 대회를 마지막으로 지병을 가진 어머니의 고향인 홋카이도에 가족과 함께 이동한다.
- 쿠메 마사루(久米 勝)

사립 에이센 고등학교 육상부의 투포환 선수.
- 세리자와 유우지(芹沢裕司)

자유형 100m·200m의 고교 대항 경기 1위. 코야나기 카오리의 남자 친구.
- 야마토 고스케(大和康介)

케이스케의 아버지. 일본 전통 과자점 "야마토"를 운영하고 있다. 그러나 선대로부터 물려받은 유산을 탕진한 방탄스런 아버지이다.
- 아미의 아버지

화과자 "니노미야" 사장. 야마토에 원한을 가지고 선대로부터 계승한 가게를 더 크게 넓히고 있다. 유도 3단. 자기 전에 베란다에서 "죽어라, 야마토!"라고 외치는 것이 일과이다. 니노미야에게 케이스케를 "야마다 군"이라고 소개되어 매우 마음에 들어한다. 그런 케이스케가 야마토의 아들이라는 사실을 알게 되고 야마토 가(家)에 복잡한 마음을 갖게 된다.
- 케이스케(鶏助)

사립 에이센 고등학교의 기숙사 행사인 '일일 데이트의 날' 기념해 니노미야가 산 병아리 (훗날 수탉이 된다). 니노미야의 룸메이트에 의해 케이스케와 상관없이 명명되었다. 덧붙여서 문고판의 뒷 표지에 사용되고 있다.
- 나리타(成田)

사립 에이센 고등학교의 이른바 반장.
- 오오바(大場)

합기도 도장 주인. 야마토, 니노미야의 아버지와 동창이다. 이간질하게 된 양가에 얼굴을 내밀고, 바쁜 부모 대신 어린 케이스케, 니노미야의 자장가를 들려 준 적도 있다. 성장해가는 두 사람의 장래를 지켜보는 역할을 한다.

## 영화
《러프 ROUGH》(일본어: ラフ ROUGH)라는 제목으로 2006년 8월 26일 도호 배급으로 개봉된 일본의 영화. 주연은 나가사와 마사미, 하야미 모코미치. 할아버지대부터 라이벌이었던 집안에서 태어난 두 사람이 처음에는 티격태격하지만 수영에 대한 열정으로 점차 호감을 갖는 러브 스토리물. 동급생들을 필두로 원작에서는 준 레귤러격이었던 인물이 몇몇 등장하지 않고, 반대로 영화판 오리지널 캐릭터가 몇몇 등장하고 있다.

### 출연
- 니노미야 아미 : 나가사와 마사미
- 야마토 케이스케 : 하야미 모코미치
- 나카니시 히로키 : 아베 츠요시
- 오가타 타케시 : 이시다 타쿠야
- 키노시타 리에코 : 타카하시 마이
- 쿠메 쇼 : 모리 렌
- 타누마 하루코 : 안도 나츠
- 코야나기 카오리 : 이치카와 유이
- 도우카이린 미도리 : 쿠로세 마나미
- 니노미야 아키지로 : 마츠시게 유타카
- 후루야 다케히토 : 야시마 노리토
- 사키야마 노부코 : 타마루 마키
- 다나카 이사무: 토쿠이 유
- 니노미야 겐지로 : 마츠시게 유타카
- 도우카이린 시게코: 와타나베 에리코
- 여학생 : 이케자와 아야카, 마스모토 유코

### 스태프
- 감독 : 오오타니 켄타로
- 각본 : 카네코 아리사
- 제작 : 쿠보타 오사무
- 프로듀서 : 이치카와 미나미, 야마나카 카즈나리, 쿠보타 오사무
- 기획 : 가와무라 겐키
- 원작 : 아다치 미츠루 〈러프〉
- 촬영 : 키타 노부야스
- 시각 효과 : 오가와 토시히로
- 미술 : 츠즈키 유우
- 편집 : 이마이 츠요시
- 녹음 : 츠루마키 진
- 조명 : 가와베 타카유키
- 음악 프로듀서 : 키타하라 쿄코
- 음악 : 핫토리 타카유키
- VFX 슈퍼 바이저 : 자카 미사코, 아라키 후미오
- VFX 디렉터 : 오타가키 카오리
- 조감독 : 무라카미 히데아키, 카네시게 아츠시
- 제작 총괄 : 시마타니 요시나리, 카메이 오사무, 오쿠노 토시아키, 다카다 신지, 미키 히로아키
- 제작 : 〈러프〉 제작위원회 (도호, 쇼가쿠칸, NTV, OLM, IMJ 엔터테인먼트)
- 배급 : 도호

### 음악
- 주제가 : 스키마 스위치 〈ガラナ(과리나)〉
- 삽입곡 : 스키마 스위치 〈ふれて未来を(접해봐 미래를)〉, 〈全力少年(전력소년)〉, 〈카나데(奏（かなで）)〉

### 주요 촬영지
- 가나가와현 사가미하라시 미나미구
  - 사가미하라 고등학교
  - 사가미 여자 대학

### 원작과의 차이점
오가타 츠요시가 소속되어 있는 동아리가 원작에서는 야구부이지만, 영화에서는 수영부로 변경되었다.